# Squires Gate FC
Squires Gate FC är en fotbollsklubb från Squires Gate, Blackpool, Lancashire, England. De gick med North West Counties Football League, division två, 1991, och spelar 2010 i North West Counties Football League, Premier Division. Deras hemmaarena är School Road.